# Smirra
Smirra è una frazione del comune di Cagli di 975 abitanti.
La frazione si trova a ovest del fiume Burano ed è lontana 4,9 km da Cagli. Confina con il vicino comune di Acqualagna, noto per la fiera del tartufo bianco, ed è zona di ricerca per il pregiato tubero.

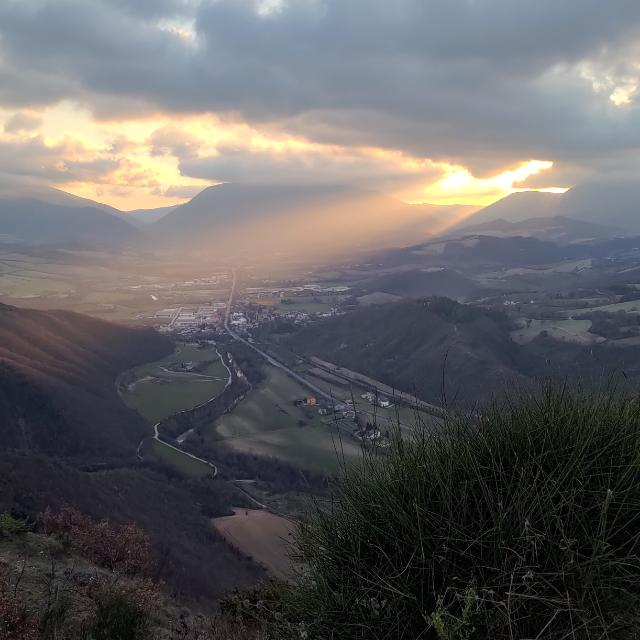
Veduta di Rio Secco e Smirra dal Monte Donico, in prossimità di Acqualagna

Smirra nasce come agglomerato urbano nei pressi della fortificazione bizantina che difendeva l'antico ponte romano sulla via Flaminia. Il ponte venne distrutto durante la seconda guerra mondiale, mentre la torre bizantina è attualmente inglobata in una villa in stile neogotico (villa Fontalba). La chiesa di San Severo, principale punto di raccolta per i fedeli della zona, è stata costruita nel 1648 da un architetto locale.
Molto conosciuta è la fontanella nei giardini pubblici: la leggenda vuole che sia stata benedetta da un angelo e che chi beve la sua acqua diventerà fortunato per il resto della vita. Fuori dal paese sorge il cosiddetto "Cimitero degli artisti", abbandonato dopo la seconda guerra mondiale, in cui furono sepolti pittori, scultori e artisti della zona. 
Oggi Smirra è uno dei più importanti centri industriali delle Marche: nella sua zona industriale, in continua espansione, sorge un'importante ditta nella lavorazione del pregiato cashmere e altri filati.